# Keonjhar (stato)
Lo Stato di Keonjhar fu uno stato principesco del subcontinente indiano, avente per capitale la città di Keonjhar.

## Geografia
Lo stato confinava a nord col distretto di Singhbhum, ad est con lo stato di Mayurbhanj ed il distretto di Balasore, a sud con lo stato di Dhenkanal ed il distretto di Cuttack, ed a ovest con gli stati di Pal Lahara e Bonai. 
Lo stato era composto da due aree distinte: il Basso Keonjhar, regione di vallate piatte attraversate dal fiume Baitarani, e l'Alto Keonjhar, un'area boscosa dominata dalla catena montuosa del Gandhamadan che raggiunge i 1078 metri di altezza.

## Storia
Secondo la tradizione lo stato di Keonjhar venne fondato nel XII secolo durante il regno della dinastia del Gange orientale quando il fondatore, Jyoti Bhanj della dinastia Bhanj, fratello di Adi Bhanj di Mayurbhanj, venne elevato al trono come raja di Keonjhar con l'aiuto dei proprietari terrieri locali del clan Bhuyan. L'influenza dei Bhuyan restò poi presente a lungo nella storia e nelle tradizioni di Keonjhar.
Verso il XIV secolo il principe di Keonjhar  Ananga Bhanja, nipote del raja, venne prescelto quale sovrano di Baudh.
Dopo l'indipendenza indiana nel 1947, lo stato di Keonjhar si unì all'Unione Indiana dal 1º gennaio 1948 e in quel modo divenne parte del distretto di Keonjhar.

## Governanti
I governanti avevano il titolo di Raja.

### Raja
- Jyoti Bhanj (XII secolo)
- Jagannath Bhanj (1688 - 1700)
- Raghunath Bhanj (1700 - 1719)
- Gopinath Bhanj (1719 - 1736)
- Narsingh Narayan Bhanj (1736 - 1757)
- Daneswar Narayan Bhanj (1757 - 1758)
- Jagateswar Narayan Bhanj (1758 - 1762)
- Pratap Balbhadra Bhanj (1762 - 1794)
- Janardan Bhanj (1794 - 1825)
- Gadadhar Narayan Bhanj Deo (1825 - 22 marzo 1861)
- Dhanurjai Narayan Bhanj Deo (4 settembre 1861 – 27 ottobre 1905)
- Gopinath Narayan Bhanj Deo (27 ottobre 1905 – 12 agosto 1926)
- Balbhadra Narayan Bhanj Deo (12 agosto 1926 – 1º gennaio 1948)